# Sirolimus

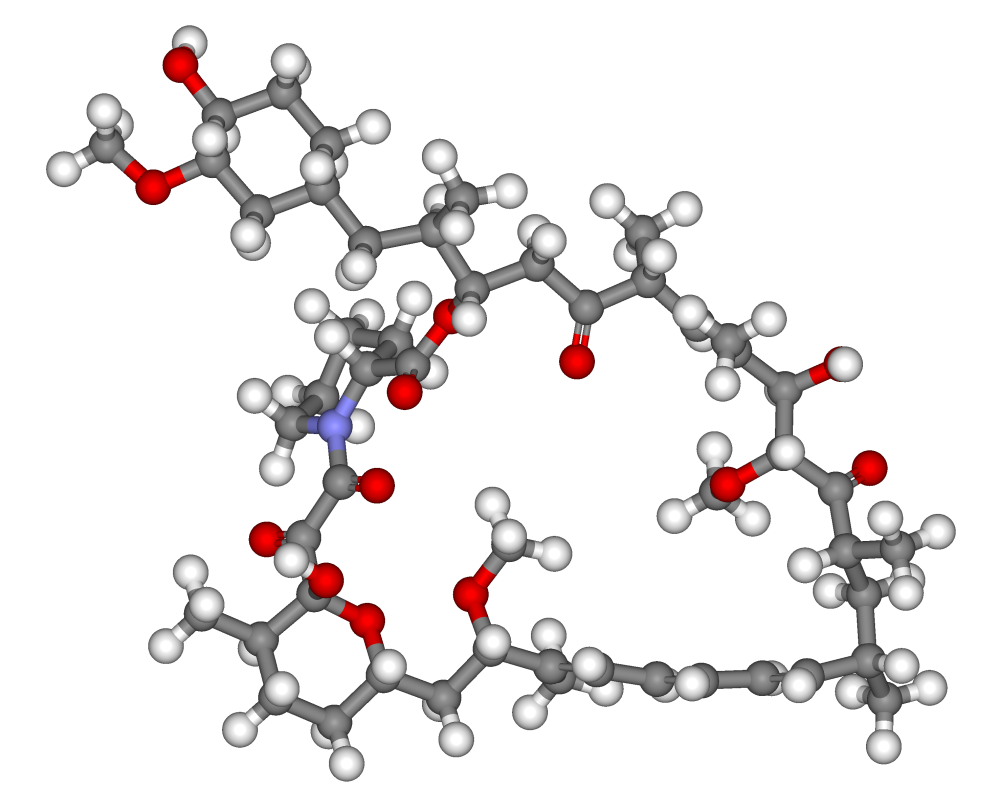
Representação gráfica da substância.

Sirolímus (DCPt) ou Sirolimo (DCB), também chamado de rapamicina, é um fármaco utilizado pela medicina como imunossupressor. É uma lactona macrocíclica produzida por organismos da espécie Streptomyces hygroscopicus.

## Mecanismo de ação
O fármaco inibe a ativação e proliferação das células T no passo seguinte a IL-2 e outros receptores de crescimento da célula T. Este fármaco, para exercer seu efeito terapêutico, deve ligar-se com a imunofilina ou FKBP-12 formando assim um complexo que tem a capacidade de inibir a cinase dos mamíferos que é importante para a continuidade do ciclo celular, parando na fase G1 para S.

## Histórico

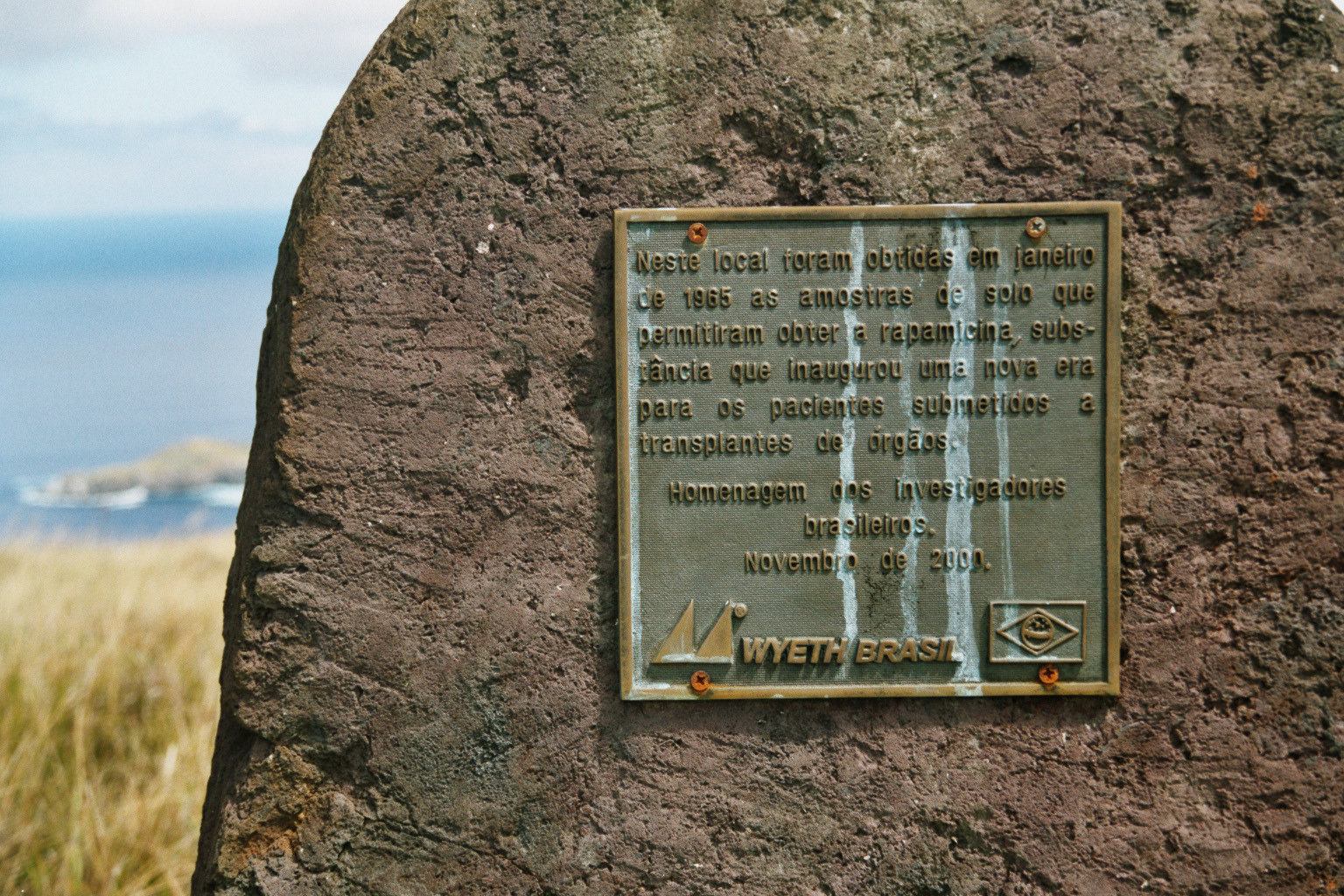
A placa, na Ilha de Páscoa, lembra o feito dos pesquisadores brasileiros.

O nome rapamicina deriva no nome nativo da Ilha de Páscoa - Rapa Nui - e foi descoberta graças à pesquisa inicial, desenvolvida em 1965, por pesquisadores brasileiros no solo daquela ilha. 
A substância, entretanto, veio a ser descoberta cinco anos mais tarde, em 1970, e seu uso atualmente está sendo experimentado como prolongador da expectativa de vida em animais.
Uma placa na ilha de Rapa Nui (Ilha de Páscoa), Chile, lê-se uma homenagem, em português (vide foto): 
"Neste local foram obtidas em janeiro de 1965 as amostras de solo que permitram obter a rapamicina, substância que inaugurou uma nova era para os pacientes submetidos a transplantes de órgãos. Homenagem dos investigadores brasileiros, Novembro de 2000 - Wyeth Brasil."

## Indicações
- Transplante de rim